# QIIME
QIIME (vyslovování čajm; zkratka z anglického Quantitative Insights Into Microbial Ecology) je bioinformatická platforma pro studium mikrobiomu, která je volně šiřitelná, bezplatná, s otevřeným zdrojovým kódem a vyvinutá komunitou. QIIME je zacílen na spouštění úloh spojených se studiem mikrobiálních komunit a na analýzu data získaných především pomocí amplikonové sekvenace markerového genu (např. 16S nebo 18S rRNA geny).
Stěžejními úlohami, které lze pomocí QIIME spustit, jsou kontrola kvality vstupních sekvencí včetně jejich filtrace, klastrování do OTU (z angl. Operational Taxonomic Unit) či ASV (z angl. Amplicon Sequence Variant) na základě fylogenetické podobnosti a následná taxonomická anotace pomocí dostupných databází.
Pomocí QIIME lze vygenerovat tabulkový soubor (tzv. feature table), který zahrnuje abundance jednotlivých OTU či ASV v daném vzorku. Dostupné jsou také další nástroje, jejichž použití je relevantní pro studování ekologických aspektů, jako jsou například rarefakce, výpočet alfa a beta diverzity a následná vizualizace výsledků pomocí PCoA analýzy. 
QIIME tak v bioinformatice představuje vysoce uplatnitelnou platformu umožňující použití velkého množství metod v různých stádiích environmentální analýzy či studia mikrobiomu.